# Jack Robinson (Basketballspieler)
Robert Lloyd Jackson „Jack“ Robinson (* 26. April 1927 in Fort Worth, Texas; † 8. Februar 2022 in Augusta, Georgia) war ein US-amerikanischer Basketballspieler und -trainer.

## Biografie
Jack Robinson besuchte die Baylor University, wo er zwischen 1946 und 1948 für das Basketballteam der Universität aktiv war. 1948 erreichte Robinson mit diesem das Finale der NCAA Division I Basketball Championship, welches für sein Team jedoch verloren ging. Mit der US-Nationalmannschaft wurde er bei den Olympischen Sommerspielen 1948 in London Olympiasieger.
Nachdem er 1949 sein Studium abgeschlossen hatte, studierte Robinson noch am Southwestern Baptist Theological Seminary sowie an der Temple University und der University of Edinburgh in Schottland. Später promovierte er in Theologie.
Von 1953 und 1974 war er Baptistenprediger in Augusta (Georgia).